# Symmachia xypete
Symmachia xypete is een vlindersoort uit de familie van de prachtvlinders (Riodinidae), onderfamilie Riodininae.
Symmachia xypete werd in 1870 beschreven door Hewitson.